# Reed Point
Reed Point és una concentració de població designada pel cens dels Estats Units a l'estat de Montana. Segons el cens del 2000 tenia 185 habitants.

## Demografia
Segons el cens del 2000, Reed Point tenia 185 habitants, 79 habitatges, i 50 famílies. La densitat de població era de 132,3 habitants per km².
Dels 79 habitatges en un 31,6% hi vivien nens de menys de 18 anys, en un 51,9% hi vivien parelles casades, en un 7,6% dones solteres, i en un 36,7% no eren unitats familiars. En el 35,4% dels habitatges hi vivien persones soles el 10,1% de les quals corresponia a persones de 65 anys o més que vivien soles. El nombre mitjà de persones vivint en cada habitatge era de 2,34 i el nombre mitjà de persones que vivien en cada família era de 3,06.
Per edats la població es repartia de la següent manera: un 27% tenia menys de 18 anys, un 8,1% entre 18 i 24, un 30,3% entre 25 i 44, un 23,2% de 45 a 60 i un 11,4% 65 anys o més.
L'edat mediana era de 39 anys. Per cada 100 dones de 18 o més anys hi havia 110,9 homes.
La renda mediana per habitatge era de 26.500 $ i la renda mediana per família de 33.000 $. Els homes tenien una renda mediana de 21.250 $ mentre que les dones 18.000 $. La renda per capita de la població era de 16.389 $. Aproximadament el 9,1% de les famílies i el 12% de la població estaven per davall del llindar de pobresa.

## Poblacions més properes
El següent diagrama mostra les poblacions més properes.